# Liste der Monuments historiques in Blaison-Saint-Sulpice
Die Liste der Monuments historiques in Blaison-Saint-Sulpice führt die Monuments historiques in der französischen Gemeinde Blaison-Saint-Sulpice auf.

## Liste der Bauwerke
| Bezeichnung         | Beschreibung                  | Standort          | Kennzeichnung | Schutzstatus | Datum | Bild           |
| ------------------- | ----------------------------- | ----------------- | ------------- | ------------ | ----- | -------------- |
| Kirche St-Aubin     | Erbaut im 12./13. Jahrhundert | in Blaison (Lage) | PA00108975    | Classé       | 1914  | weitere Bilder |
| Schloss L'Ambroise- | Erbaut im 16./17. Jahrhundert | in Saint-Sulpice  | PA00109297    | Classé       | 1989  |                |
| Kirche St-Sulpice   | Erbaut 1717                   | in Saint-Sulpice  | PA00109420    | Inscrit      | 1990  |                |

## Liste der Objekte
- Monuments historiques (Objekte) in Blaison in der Base Palissy des französischen Kultusministeriums